# Claude Nedjar
Pour les articles homonymes, voir Nedjar.
Claude Nedjar est un producteur de cinéma français lauréat Zellidja né Claude Élie Nedjar le 16 août 1938 à Antony, et, mort le 13 février 2003 à Paris.
Il a été marié (1970-1981) avec la réalisatrice et romancière Paule (dite Paula) Delsol (1923-2015). 

## Biographie
Fils d'Omar Nedjar né à Beni Isgen (Algérie) et de Germaine Marié.
Plusieurs frères et sœurs.Georges né le 14 décembre 1921 .

## Filmographie
- 1962 : La Poupée de Jacques Baratier - assistant réalisateur
- 1965 : La Vieille Dame indigne
- 1968 : Le Révélateur
- 1968 : Le Socrate
- 1969 : Pierre et Paul
- 1969 : L'Inde fantôme (feuilleton télé)
- 1970 : Pravda
- 1971 : Le Souffle au cœur
- 1973 : Français si vous saviez
- 1974 : Lacombe Lucien
- 1975 : La Cecilia
- 1977 : Ben et Bénédict
- 1981 : Malevil
- 1981 : La Guerre du feu
- 1982 : Invitation au voyage
- 1983 : La Trace
- 1984 : Liste noire
- 1984 : Nemo
- 1989 : Vent de galerne
- 1990 : Vincent et moi
- 1995 : Belle Époque (feuilleton télé)
- 1998 : Something to Believe In